# Cadillac V16 Hartmann Cabriolet
Das Cadillac V16 Hartmann Cabriolet (alternativ: Cadillac Series 90 Hartmann Cabriolet) ist ein 1937 gebautes offenes Oberklasseauto auf dem Fahrwerk eines zeitgenössischen Cadillac, das von einem Sechzehnzylindermotor angetrieben wird und eine individuelle, im Art-déco-Stil gehaltene Karosserie hat. Der Aufbau wurde von dem kaum bekannten Unternehmen Hartmann in Lausanne gestaltet und hergestellt; stilistisch lehnt er sich an einen Aufsehen erregenden Entwurf von Figoni & Falaschi aus dem Jahr 1936 an. Das fast sieben Meter lange Auto ist ein Einzelstück. Es existiert noch immer und wird in der Literatur mit verschiedenen Superlativen verbunden. Nicht alle Einzelheiten seiner Geschichte sind zweifelsfrei geklärt.

## Entstehungsgeschichte
Initiator des Fahrzeugs war Philippe Barraud (1912–1993), der wohlhabende Sohn eines Ziegeleibesitzers aus der Gemeinde Bussigny am Genfersee.

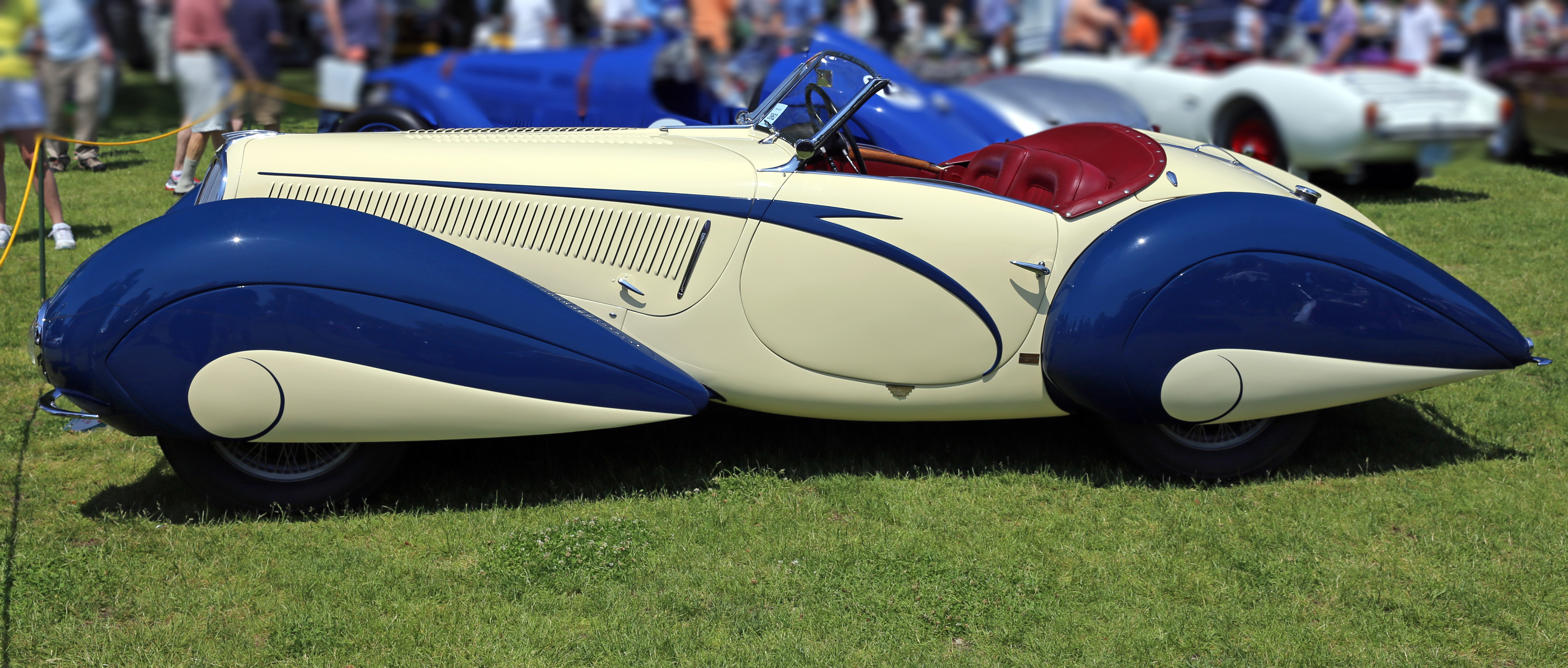
Stilistisches Vorbild: Delahaye 135M Phaeton Grand Sport von Figoni & Falaschi

Barraud, ein Automobilenthusiast, hatte im Oktober 1936 auf dem Pariser Autosalon ein von Figoni & Falaschi karossiertes Cabriolet aus der Delahaye-135M-Reihe gesehen, das wegen seines außergewöhnlichen, auf eine Zeichnung von  Géo Ham zurückgehenden Aufbaus der „Star der Show“ gewesen war. Obwohl Barraud von dem Auto beeindruckt war, kaufte er weder das Ausstellungsstück, das an den pakistanischen Prinz Aly Khan ging, noch einen der zehn Nachbauten, die Figoni & Falaschi bis zum Sommer 1937 herstellte und als Delahaye 135M Phaeton Grand Sport auf den Markt brachte.
Stattdessen entschied sich Barraud dafür, ein eigenes Auto bauen zu lassen, dessen Design als freie Interpretation des Figoni-Falaschi-Entwurfs angesehen werden kann. Als technische Basis wählte Barraud ein US-amerikanisches Cadillac-Chassis, das sich unter anderem durch seine wesentlich größeren Abmessungen und seinen Sechzehnzylinder-V-Motor von dem kleineren, sechszylindrigen Delahaye unterscheidet. Barraud bestellte das Fahrgestell bei der Lausanner Garage Edelweiss, dem örtlichen Cadillac-Händler. Das Chassis wurde über General Motors’ europäische Zentrale in Antwerpen geliefert und kam im April 1937 in Lausanne an. Mit den Karosseriearbeiten beauftragte Barraud das kleine Unternehmen Carrosserie Hartmann, das wie Barraud in Bussigny ansässig war und bei den wenigen bis dahin produzierten Karosserien vor allem fremde Entwürfe nachgebaut hatte.
Hartmann stellte Barrauds Cadillac im August 1937 fertig. Das Auto wurde einige Jahre lang von Barraud in der Umgebung des Genfersees bewegt, bevor es eingelagert wurde. Seit 1969 ging der Cadillac durch mehrere Hände. Inzwischen steht er in den USA und befindet sich seit 2017 wieder annähernd im Originalzustand.

## Modellbeschreibung des Originalfahrzeugs

### Karosserie
Das Cadillac V16 Hartmann Cabriolet ist ein offener Zweisitzer mit Stahlkarosserie und Stoffverdeck. In der Automobilliteratur wird die Karosseriebauform teilweise als Torpedo beschrieben.
Hartmanns Cadillac Cabriolet greift zahlreiche markante Stilelemente des Delahaye 135M Phaeton Grand Sport von Figoni & Falaschi auf, ohne allerdings eine exakte Kopie des französischen Sportwagens zu sein.
Zu den übereinstimmenden Merkmalen gehören tropfenförmige vordere und hintere Kotflügel mit voll verkleideten Vorder- und Hinterrädern. Auf allen Kotflügeln finden sich geschwungene, an Wellen erinnernde Konturformen. Seitliche Trittbretter oder sonstige Verbindungen zwischen den Kotflügeln fehlen. Die Scheinwerfer sind unmittelbar oberhalb der Stoßstange in die vorderen Enden der Kotflügel eingelassen und haben eine verchromte Einfassung, die sich wimpernartig nach oben hin verjüngt. An beiden Seiten der Kühlermaske sind kleine Zusatzscheinwerfer eingelassen. Von der Motorhaube bis in die Wagenflanken hinein verlaufen Akzentstreifen in kontrastierender Farbe.
In der Gestaltung der Gürtellinie unterscheiden sich Figoni & Falaschis Delahaye und Hartmanns Cadillac: Während die Gürtellinie beim Delahaye im Bereich der Türen leicht abfällt, verläuft sie beim Cadillac waagerecht. Außerdem ist das Passagierabteil beim französischen Vorbild weiter nach hinten gerückt als beim Schweizer Cabriolet.

### Fahrwerk
Das V16 Hartmann Cabriolet basiert auf einem Series-90-Chassis von Cadillac, dem größten Modell des Herstellers und in erster Linie für Repräsentationsfahrzeuge gedacht. Im Modelljahr 1937 baute Cadillac lediglich 49 Fahrzeuge dieser Baureihe. 47 von ihnen wurden mit Werkskarosserien von Fleetwood ausgeliefert; hinzu kamen zwei fahrbereite Chassis mit Motor und Getriebe, aber ohne Karosserie. Eines der beiden unkarossierten Chassis (Fahrgestellnummer 5030328) übernahm Barraud für sein Hartmann-Cabriolet.
Es war ein Leiterrahmen aus Stahl, der von Cadillacs Achtzylindermodellen der Serie 353 abgeleitet war. Hartmann verwendete das Fahrwerk ohne Änderung der Abmessungen, musste es aber wegen des hohen Gewichts des Aufbaus an mehreren Stellen verstärken.

### Antriebstechnik

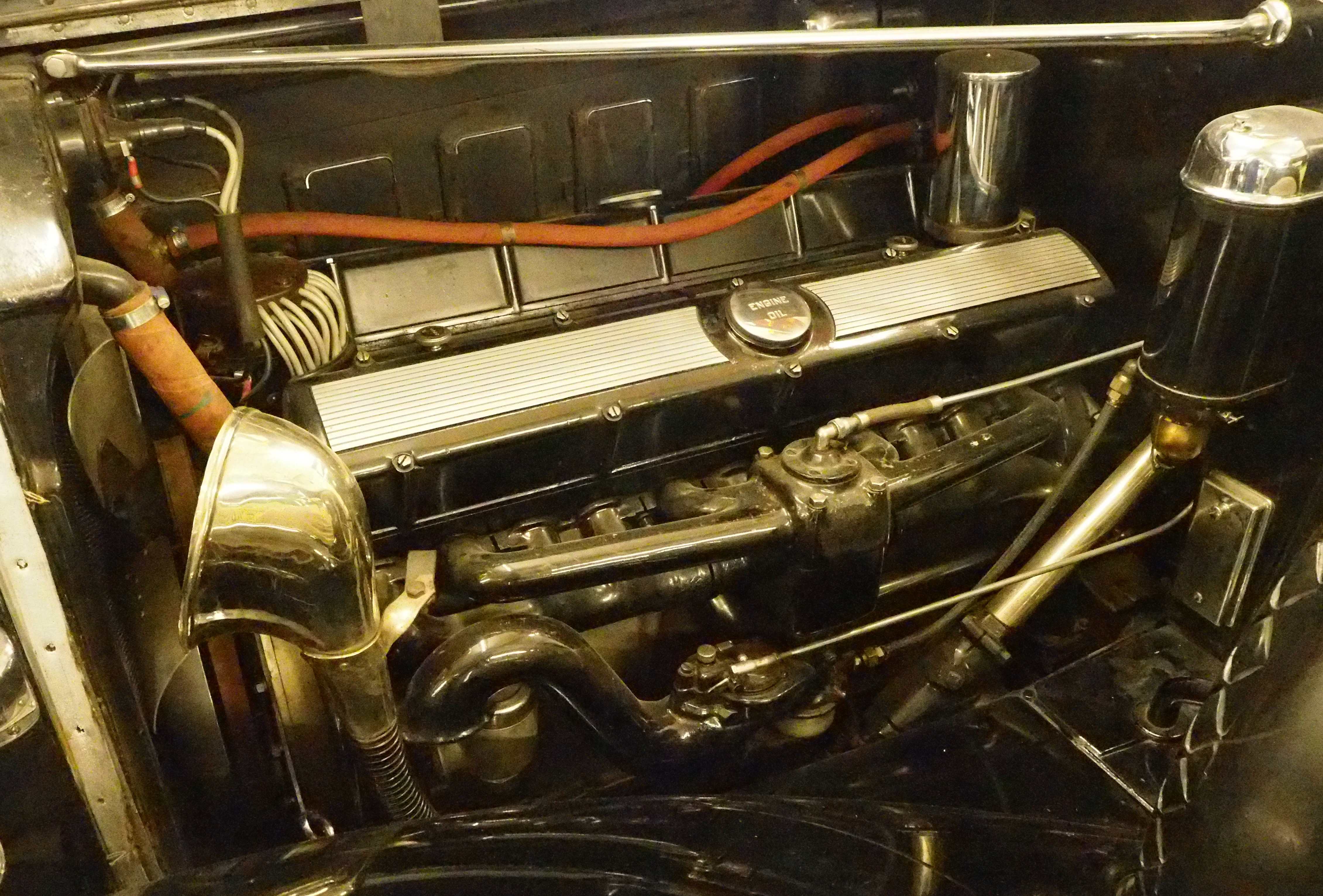
Cadillacs V-16-Motor

Hartmann übernahm den serienmäßigen Motor des Cadillac Series 90 ohne Veränderungen für sein Cabriolet. Die ab 1926 unter der Leitung von Owen Nacker entwickelte und seit 1930 verkaufte Konstruktion war der weltweit erste in Serie produzierte Sechzehnzylinder-V-Motor für ein Straßenfahrzeug und in den späten 1930er-Jahren der einzige verfügbare Motor mit dieser Auslegung.
Der Hubraum des 452 genannten Motors beträgt 7407 cm³ (Bohrung × Hub: 3 × 4 Zoll; 452 cui), wird jedoch in einigen Publikationen unzutreffend mit 7,7 Liter angegeben. Die beiden Zylinderreihen stehen in einem Winkel von 45 Grad zueinander. Jede Zylinderreihe hat eine obenliegende Nockenwelle und jeder Zylinder zwei Ventile, die über Hydrostößel betätigt werden. Serienmäßig wurden zwei Strombergvergaser eingebaut, einer für jede Zylinderreihe. Das Verdichtungsverhältnis beträgt 5,3 : 1. Das Werk gab die Motorleistung für 1937 – das letzte Baujahr dieses Motors – mit 185 bhp an. Er war damit wesentlich leistungsstärker als der Sechszylindermotor des Delahaye 135M, der nach Werksangaben 130 PS leistete.

### Abmessungen und Gewicht
Der Radstand von Hartmanns Cabriolet beträgt 3912 mm. Er ist damit einen Meter länger als der des Delahaye, der als Vorbild für die Hartmann-Kreation diente. Die Gesamtlänge des Autos wird in mehreren Quellen mit 22 Fuß (6706 mm) angegeben. Die Angaben zum Leergewicht gehen dagegen auseinander. Sie reichen von 2800 kg über 3000 kg bis hin zu 3300 kg.
Mehrere Quellen berichten, dass es 1937 größenbedingt Schwierigkeiten bei der Zulassung des Autos gab. Aufgrund der Länge und des Gewichts des Autos erwogen die Schweizer Behörden danach eine Zulassung als Lastkraftwagen; diese Entscheidung ließ sich erst nach einigen Umbauten abwenden.

### Lackierung
Bei seiner Auslieferung im August 1937 war das Fahrzeug weiß lackiert; die Akzentstreifen auf der Motorhaube und den Wagenflanken waren orangefarben. Später ließ Barraud die Farbe der Akzentstreifen zunächst in Hellblau und dann in einen Braunton ändern.

## Weitere Entwicklung
Das Hartmann-Cabriolet wechselte im Laufe der Jahrzehnte vielfach den Eigentümer. 1969 verkaufte der Inhaber des Lagers, in dem Barraud das mittlerweile nicht mehr fahrbereite Auto untergebracht hatte, den Wagen ohne Wissen Barrauds an einen Schweizer Sammler, der ihn drei Jahre später an einen französischen Käufer aus Mâcon weiterreichte. 1977 übernahm ein Sammler aus Lyon das Auto. In den 1980er-Jahren wurde der Wagen mehrmals in Europa öffentlich gezeigt, darunter 1982 in mehreren bundesdeutschen Städten im Rahmen einer als Veedol Star Parade bezeichneten Wanderausstellung, 1983 auf der Rétro Lyon und 1985 auf der Rétromobile in Paris. Im Anschluss an die Pariser Ausstellung ging der Wagen zu einem neuen Eigentümer in die USA, wo er in den folgenden Jahren auf mehreren Auktionen erfolglos zum Verkauf angeboten wurde. Die bei diesen Anlässen genannten Daten und Geschichten zum Auto waren teilweise grob falsch. 1990 wurde das Auto in Zinnoberrot neu lackiert; die Akzentstreifen erhielten eine silberne Farbe. In dieser Aufmachung wurde es an das Blackhawk Museum in Danville, Kalifornien, verkauft. 2013 ging der Wagen schließlich an einen amerikanischen Sammler, der ihn in den folgenden Jahren in Kanada restaurieren und annähernd in den Originalzustand versetzen ließ. Das mittlerweile wieder weiß lackierte Auto wird seitdem gelegentlich auf amerikanischen Ausstellungen gezeigt, darunter beim Pebble Beach Concours d’Elegance.

## Mythen und Fehlinformationen
In einer Reihe von Verkaufsanzeigen und auf Auktionen vor allem in Nordamerika wurde die Karosserie des Cadillac V16 Hartmann Cabriolet fehlerhaft Figoni & Falaschi zugeschrieben, wahrscheinlich um mit Blick auf den herausragenden Bekanntheitsgrad des französischen Carrossiers einen höheren Kaufpreis zu erzielen. Um die These des französischen Ursprungs zu stützen, installierte das etablierte amerikanische Auktionshaus Barrett-Jackson bereits 1985 ein Metallemblem von Figoni & Falaschi auf dem Armaturenträger des Hartmann.
Fehlinformationen gab es auch zum Ursprung des Autos. Ein Beitrag von 1982 schreibt es unrichtig einem (nicht namentlich genannten) Zürcher Bankier zu. Etwas später wurde des Öfteren der „bolivianische Zinn-Baron“ Simón I. Patiño, einer der reichsten Männer der Zwischenkriegszeit, als Urheber und Auftraggeber des Hartmann-Cadillac bezeichnet. Patiño war in den 1930er-Jahren Botschafter Boliviens in Frankreich, hatte mit dem Auto aber gar nichts zu tun.

## Rezeption
Hartmanns Cadillac wird in der Literatur mit verschiedenen Superlativen verbunden. Unter anderem gilt er „als der verrückteste jemals gebaute Cadillac“ oder als das „extremste jemals gebaute Cabriolet“.